# Quadriréacteur

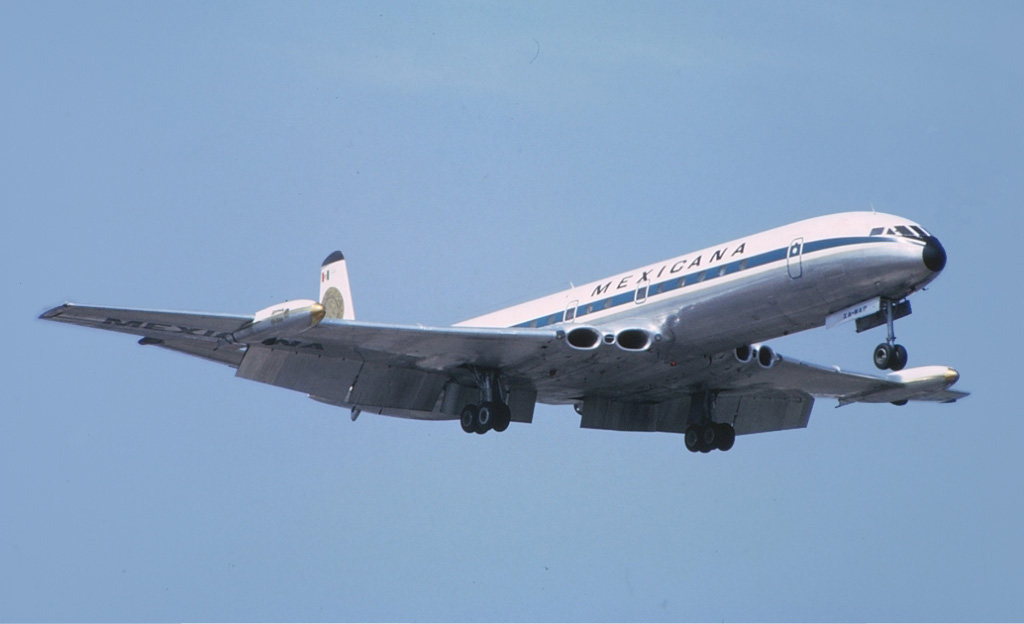
Le de Havilland Comet, quadriréacteur, qui est le premier avion de ligne à réaction.

Un quadriréacteur est un avion à réaction propulsé par quatre moteurs. La présence d'un tel nombre de moteurs offre une puissance accrue et une redondance, ce qui a favorisé l'utilisation des quadriréacteurs comme avions de ligne, de transport ou militaire.
Beaucoup des premiers avions de ligne à réaction ont été des quadriréacteurs, dont le premier, le De Havilland Comet. Au cours des décennies suivant leur arrivée, l'utilisation des quadriréacteurs a cependant décliné en raison notamment du rayon d'action accru des biréacteurs et de l'accent mis sur la réduction de la consommation de carburant.